# KOI-3010.01
KOI-3010.01(також знана як KOI-3010 b) — екзопланета (тепла суперземля), яка знаходиться у системі зірки KOI-3010, що розташована на відстані близько 1213,4 св. років (372 пк) від Сонця. Планета відкрита космічним радіотелескопом Кеплер. Ця планета має високе значення індексу подібності Землі (ESI) - 0,96. Усі ключові характеристики життєпридатності неймовірно схожі з земним. Так, наприклад, результати спектрального аналізу атмосфери KOI-3010.01 говорять про її практично аналогічний склад, а середня температура на поверхні складає 19,6 ° С.
KOI-3010.01 як і більшість придатних для життя світів належить до класу суперземель (планет з масою від 2 до 10 земних). Складається вона з силікатних порід і заліза. Її поверхня частково покрита океанами і морями.

## Порівняння із Землею
| #   | Назва       | Індекс подібності Землі | Основний рівень життєпридатності | Віддаленість від жилої зони | Склад жилої зони | Атмосфера | Клас планети     | Клас температурного режиму | Відстань (св. рік) | Статус           | Рік відкриття |
| N/A | Земля       | 1.00                    | 0.72                             | -0.50                       | -0.31            | -0.52     | тепла земля      | мезопланета                | 0                  | не екзопланета   | доісторичний  |
| --- | ----------- | ----------------------- | -------------------------------- | --------------------------- | ---------------- | --------- | ---------------- | -------------------------- | ------------------ | ---------------- | ------------- |
| 1   | KOI-3010.01 | 0.84                    | 0.78                             | -0.88                       | -0.16            | -0.06     | тепла суперземля | мезопланета                | 1213.4             | кандидат Кеплера | 2011          |